# Болысов, Владимир Иванович
Владимир Иванович Болысов (5 сентября 1937, Ленинград — 10 ноября 2021) — советский и российский военачальник и изобретатель. Начальник Главного управления ракетного вооружения РВСН (1995—1998), генерал-лейтенант (1993). Герой Российской Федерации (1997), кандидат технических наук (1974). Заслуженный машиностроитель Российской Федерации (1992).
Автор ряда изобретений и научных трудов в области проектирования и отработки систем и агрегатов ракетной и ракетно-космической техники. Участник создания и испытаний нескольких межконтинентальных боевых ракетных комплексов, поставленных на боевую службу в РВСН.

## Биография
Родился 5 сентября 1937 года в Ленинграде в семье служащих (отец был инженером, мать библиотекарем). В начале 1942 года был эвакуирован из блокадного Ленинграда. 
В 1955 году был призван в ряды Вооружённых сил СССР.
В 1960 году окончил Военно-воздушную инженерную академию им. А. Ф. Можайского, после чего служил в Ракетных войсках стратегического назначения СССР на должности начальника двигательного отделения стартовой батареи в 402-м гвардейском Дновском ракетном полку 32-й ракетной дивизии (город Поставы, Витебская область, Белорусская ССР), с 1961 года — на должности начальника отделения технической батареи, а с апреля 1963 года — на должности начальника отделения — инженера батареи регламентных работ и хранения боезапаса в том же полку.
С 1964 года В. И. Болысов служил в военном представительстве № 1653 Главного управления ракетного вооружения Ракетных войск стратегического назначения в ОКБ-52 младшим военным представителем, военным представителем, заместителем старшего военного представителя и старшим военным представителем — руководителем военной приёмки, районным инженером военной приемки на предприятиях-разработчиках и изготовителях ракетной и ракетно-космической техники. Кроме приёмки и испытаний готовых изделий ракетной и космической техники Болысов принимал участие в её создании.
С 1986 года работал на должности заместителя начальника управления научно-исследовательских и опытно-конструкторских разработок Главного Штаба РВСН, с 1987 года — на должности начальника этого управления, с 1991 года — на должности первого заместителя начальника Главного управления ракетного вооружения РВСН, с августа 1993 года — на должности начальника Главного управления заказов и поставок ракетного вооружения, а с 1995 года — на должности начальника Главного управления ракетного вооружения РВСН.
При его непосредственном участии создано и модернизировано более 20 типов боевых ракетных комплексов, находящихся на вооружении РВСН. Лично руководил проведением государственных лётных испытаний комплекса «Тополь-М».
Указом Президента Российской Федерации от 14 октября 1997 года за внедрение и освоение новой ракетной техники в войсках генерал-лейтенанту Владимиру Ивановичу Болысову присвоено звание Героя Российской Федерации.
В 1998 году Владимир Иванович Болысов вышел в запас. С 1998 года работал заместителем Генерального директора акционерного общества «Ижевский мотозавод» «Аксион-холдинг», являлся членом Совета директоров этого общества, а также председателем Совета директоров ЗАО «Пусковые услуги».
Скончался 10 ноября 2021 года. Похоронен на Федеральном военном мемориале «Пантеон защитников Отечества».

## Награды
- Медаль «Золотая Звезда» Героя Российской Федерации (1997)
- Орден Трудового Красного Знамени (1976)
- Медали

Почётные звания
- Кандидат технических наук (1974)
- Заслуженный машиностроитель Российской Федерации (1992)
- Заслуженный работник промышленности Удмуртской Республики (2007)